# Кугутык
Кугутык — река в России, протекает в Казахстане и Оренбургской области России. Устье реки находится в 66 км по левому берегу реки Камсак. Длина реки составляет 31 км. Площадь водосборного бассейна — 798 км².
В 14 км от устья по левому берегу реки впадает река Аралча.
Местные жители переводят топоним Кугутык с казахского языка как «Синий сапог», что очень похоже на народную этимологию.

## Данные водного реестра
По данным государственного водного реестра России относится к Уральскому бассейновому округу, водохозяйственный участок реки — Урал от Ириклинского гидроузла до города Орск. Речной бассейн реки — Урал (российская часть бассейна).
Код объекта в государственном водном реестре — 12010000412112200003796.